# Championnat du Danemark de football 1919-1920
Navigation
Saison précédente Saison suivante
La saison 1919-1920 du Championnat du Danemark de football était la 7e édition d'une compétition de niveau national au Danemark.
Onze clubs participent à la compétition nationale. Les 7 clubs de Copenhague disputent un championnat qui offre au premier une place en finale nationale où il retrouve le vainqueur d'un tournoi qui oppose les champions des autres régions du Danemark. 
C'est le Boldklubben 1903, un club de Copenhague qui remporte la finale nationale en battant le BK 01 Nykobing. C'est le premier titre de champion du Danemark de l'histoire du club.

## Les 11 clubs participants
| - Région de Copenhague : - KB Copenhague - B 93 Copenhague - BK Frem Copenhague - Boldklubben 1903 - Akademisk Boldklub - Osterbros BK - KFUM | - Champions régionaux : - Sostjernen Rosklide - B 1909 Odense - Ringkobing BK - BK 01 Nykobing |

## Compétition

### Tournoi de Copenhague
Les 7 clubs de Copenhague s'affrontent au sein d'une poule où chaque équipe rencontre 2 fois ses adversaires, à domicile et à l'extérieur.
| Rang | Équipe                 | Pts | J  | G | N | P  | Bp | Bc | Diff |
| ---- | ---------------------- | --- | -- | - | - | -- | -- | -- | ---- |
| 1    | Boldklubben 1903       | 17  | 12 | 8 | 1 | 3  | 39 | 19 | +20  |
| 2    | Akademisk Boldklub (T) | 16  | 12 | 7 | 2 | 3  | 29 | 16 | +13  |
| 3    | KB Copenhague          | 16  | 12 | 6 | 4 | 2  | 27 | 18 | +9   |
| 4    | B 93 Copenhague        | 13  | 12 | 6 | 1 | 5  | 38 | 21 | +17  |
| 5    | BK Frem Copenhague     | 11  | 12 | 4 | 3 | 5  | 24 | 20 | +4   |
| 6    | Østerbros BK           | 9   | 12 | 3 | 3 | 6  | 22 | 38 | -16  |
| 7    | KFUM                   | 2   | 12 | 1 | 0 | 11 | 12 | 59 | -47  |

|  | Qualification pour la finale nationale |
|  | (T) : Tenant du titre                  |

- Boldklubben 1903 est qualifié pour la finale nationale.

### Tournoi provincial
La compétition a lieu sous forme de coupe, avec match simple.
|  | Demi-finales        | Demi-finales  |                |   | Finale | Finale |
|  |                     |               |                |   |        |        |
|  |                     |               |                |   |        |        |
|  |                     |               |                |   |        |        |
|  | BK 01 Nykobing      | 2             |                |   |        |        |
|  | BK 01 Nykobing      | 2             |                |   |        |        |
|  | Sostjernen Roskilde | 1             |                |   |        |        |
|  | Sostjernen Roskilde | 1             | BK 01 Nykobing | 2 |        |        |
|  |                     |               | BK 01 Nykobing | 2 |        |        |
|  |                     | Ringkobing BK | 1              |   |        |        |
|  | B 1909 Odense       | Ringkobing BK | 1              | 1 |        |        |
|  | B 1909 Odense       |               |                | 1 |        |        |
|  | Ringkobing BK       | 4             |                |   |        |        |
|  | Ringkobing BK       | 4             |                |   |        |        |

- BK 01 Nykobing est qualifié pour la finale nationale.

### Finale nationale
|  | Boldklubben 1903 | 3 - 0 | BK 01 Nykobing |  |  |
|  |                  |       |                |  |  |

## Bilan de la saison
| Tableau d'Honneur                   |                  |
| Compétition                         | Vainqueur        |
| Championnat du Danemark de football | Boldklubben 1903 |